# هانس كروغر
هانس كروغر (بالألمانية: Hans Krüger)‏ هو محامي وكاتب عدل وقاضي وسياسي ألماني، ولد في 6 يوليو 1902 في بولندا، وتوفي في 3 نوفمبر 1971 في بون في ألمانيا. حزبياً، نشط في الحزب النازي والاتحاد الديمقراطي المسيحي. وقد انتخب عضو في البوندستاغ الألماني خلال فترته النيابية ‏ (15 أكتوبر 1957 – 15 أكتوبر 1961).

## روابط خارجية
- هانس كروغر على موقع مونزينجر (الألمانية)